# Frutificação
Em botânica, chama-se frutificação a formação de frutos pelas plantas  e também a formação de estruturas reprodutivas por alguns fungos e espécies relacionadas, como as mixobactérias.
Após a polinização, inicia-se a formação do fruto, que começa com a flor dando sinais de que sua função está terminada, pois ela começa a murchar e a parte da haste que segura a flor começa a crescer, formando o fruto. Após alguns meses, esse fruto amadurece e racha, liberando no ar as sementes de sua espécie, que com o vento vão para novas árvores, formando novas plantas.

## Frutos climatéricos e não climatéricos
Os frutos carnosos, de acordo com sua forma de maturação, podem ser descritos como climatéricos (CL) ou não climatéricos (NC).
Os CL apresentam um período da fase de maturação em que há elevação na taxa respiratória e na síntese de etileno. A presença do etileno é essencial para coordenação e conclusão do seu amadurecimento. Durante este processo, a produção do etileno é autocatalítica, pois a presença do mesmo estimula a sua própria síntese. Os frutos CL atingem a maturação mesmo quando colhidos verdes, pois eles mantêm a taxa respiratória e a síntese de etileno, como exemplo a maçã, abacate, mamão e melancia.
Os NC não apresentam elevação na taxa respiratória no período próximo ao final da maturação. A taxa respiratória decresce até a fase de senescência, ou seja, esses frutos independem do etileno para amadurecerem. Os frutos NC não podem ser colhidos verdes, pois eles só completarão a maturação se permanecerem na planta, como a uva, morango, abacaxi e cereja.

## Função dos frutos para a planta e Polinização
Podem ser encontrados dois tipos de grãos de pólen nas angiospermas, um binucleado, com um núcleo vegetativo e outro generativo, além disso, alguns grupos mais avançados de angiospermas possuem um núcleo generativo a mais, sendo assim tri nucleares.
A polinização consiste na deposição do grão de pólen sobre o estigma do pistilo, ou seja, é o ato da transferência das células reprodutivas masculinas (núcleos espermáticos), através dos grãos de pólen, para o receptor feminino (estigma) de outra flor da mesma espécie, representando o processo reprodutivo dos vegetais superiores. A polinização pode ser classificada como anemofilia, quando é executada pelo vento, hidrofilia, quando ocorre através da água, entomofilia, quando os insetos são os agentes polinizadores, ornitofilia, quando o pólen é transportado por aves e quiropterofilia, quando é efetuada por morcegos. As espécies vegetais oferecem recompensas como meio de atrair os agentes bióticos, como néctar e óleos, que serão utilizados na alimentação ou reprodução do animal.
Pode ocorrer também a autopolinização. “Nessa situação, o grão de pólen cai sobre o estigma da própria flor que o originou, resultando em autofecundação. Essa forma de polinização não é muito vantajosa em termos evolutivos e de diversidade, pois impede a variabilidade genética. Por isso, algumas espécies possuem mecanismos para evitar a autopolinização.”
“A polinização garante a fecundação e consequentemente a produção de frutos e sementes. Assim, é caracterizada como um serviço ambiental que permite a manutenção da biodiversidade.”
Após a fecundação dos óvulos em seu interior, o ovário inicia um crescimento, acompanhado de uma modificação de seus tecidos provocada pela influência de hormônios vegetais, dando origem ao fruto. Os frutos são importantes, pois fornecem proteção ao embrião, além de ser um ótimo mecanismo dispersor de sementes. Sendo carregados por animais, sementes serão espalhadas no decorrer do seu trajeto, que darão origem a novas plantas e consequentemente aumentando a ocupação geográfica das angiospermas. Desse modo, os frutos colaboraram na ocupação significativa das angiospermas na maior parte da biosfera.

## Crescimento das flores e frutos
“A formação do fruto geralmente é feita por um ou mais ovários maduros da mesma flor ou de flores diferentes de uma inflorescência. Dentro do ovário, o desenvolvimento dos óvulos fecundados dará origem às sementes. Os frutos representam o estágio final da reprodução sexual e são, portanto, os órgãos disseminadores das angiospermas, promovendo a dispersão das sementes.”
“Na sua forma mais simples, tais como os frutos de ervilha e de feijão, o fruto consiste de sementes inclusas dentro de um ovário expandido chamado de vagem. No milho, o fruto consiste de uma única semente fundida com a parede do ovário. Em muitos casos, no entanto, o pericarpo se desenvolve consideravelmente, produzindo os frutos carnosos. Principalmente nestes casos, o fruto sofre intensas divisões e expansões celulares, além das mudanças qualitativas durante o seu desenvolvimento. O crescimento e as mudanças qualitativas são regulados, em parte, por mudanças na concentração de hormônios que ocorrem durante o desenvolvimento do fruto.”
“As flores das angiospermas consistem, usualmente, de quatro partes (verticilos): sépalas, pétalas, estames e pistilo. Quando a parte feminina (pistilo) e masculina (estame) são encontradas na mesma flor, ela é denominada hermafrodita ou perfeita. Certas espécies, no entanto, produzem flores unissexuais ou imperfeitas, onde podemos encontrar flores masculinas e femininas na mesma planta (monoicas) ou em plantas diferentes (dioicas).”
Cada órgão tem uma função específica no desenvolvimento da flor e o comprometimento ou dano aos mesmo pode gerar problemas para o desenvolvimento da flor. Os estames é responsável pelo transporte de açúcar para a flor, quando ele é comprometido essa é observado uma redução nesse transporte e um interrompimento da mitose. O ovário é responsável pelo suprimento de auxina, o comprometimento deste órgão leva a abscisão do mesmo. O estigma é responsável por receber o grão de pólen e o seu comprometimento leva a abscisão da flor. Em muitos casos a aplicação de auxinas e giberelinas podem desacelerar a absorção floral , uma exceção é a Coleus, que ao perder seu estigma sofrem uma absorção que não pode ser retardada pela aplicação de auxina nem de pólen (rico em auxinas).
Como podemos observar, a auxina é um fitohormônios de extrema importância no desenvolvimento das flores e frutos, sendo produzida em diversos órgãos diferentes. Apesar de ser um dos principais reguladores do desenvolvimento, ela não é a única influenciadora. O balanço entre diversos fitohormônios e os órgãos responsáveis pela produção dos mesmos é o que determina o crescimento das flores e frutos.

## Estabelecimento dos frutos
Temos como estabelecimento dos frutos a etapa em que há o desenvolvimento inicial do ovário. Em grande parte das espécies de plantas que contém flores podemos dizer que o estímulo inicial para que o fruto se desenvolva possivelmente se relaciona com a polinização. Caso ocorra a polinização, começará o crescimento do óvulo por meio de um processo chamado de estabelecimento. Assim, temos que é a polinização e não a fertilização a etapa responsável por gerar um estimulo que dará inicio a todo processo. A forma como o estímulo acontece não é conhecida de forma precisa, porém o pólen contém grandes reservas de auxina e assim acredita-se que esses hormônios produzidos pelo pólen sejam os responsáveis pelo estabelecimento dos frutos.
Para que algumas espécies produzam frutos sem sementes pode ser feito um processo natural ou induzido pelo tratamento de flores não polinizadas com a auxina, sem a necessidade de fecundação. A esse processo damos o nome de partenocarpia. Como não ocorre a fecundação do óvulo da flor, os frutos gerados pelo processo de partenocarpia tendem a não conter sementes. São poucos os casos em que isso não ocorre como, por exemplo, a banana Musa paradisiaca L, conhecida como banana-da-terra. Somado a isso, temos que durante o seu desenvolvimento o ovário produzirá o hormônio auxina com a contribuição de outros hormônios como giberelinas e o etileno que atuaram em conjunto regulando o desenvolvimento do fruto.
Em casos que a auxina não tem influência no crescimento do fruto, as giberelinas podem contribuir favorecendo o estabelecimento, como tem sido visto em maçãs que foram estimuladas por esse hormônio.
Segundo DE LACERDA et al. (2002) o fruto produzido pelo processo de partenocarpia poderá ser obtido considerando três maneiras distintas:
- Para o caso em que houve o desenvolvimento do ovário, mas não ocorreu a polinização. Isso acontece no caso de bananas, abacaxi, tomate, pimentão, etc.
- Caso em que o fruto que se desenvolve tenha sido estimulado pela polinização, porém o crescimento do tubo polínico não atingiu o óvulo como ocorre em orquídeas.
- Se houve a absorção de embriões antes que o fruto tenha atingido sua maturidade. Pode ser visto em uvas, pêssegos e cerejas.

As plântulas fazem parte de uma etapa importante do ciclo de vida dos vegetais, pois as primeiras etapas de seu crescimento e como sobreviverão estão relacionados com as reservas acumuladas em sua semente. Assim, quanto maior for o tamanho de suas sementes maior será a habilidade que a plântula terá em suportar possíveis perdas relacionadas aos tecidos fotossintéticos e/ou circunstâncias de sombreamento.
Dessa forma, o que indicará o quão tolerante a plântula será enquanto estiver na sombra é determinado pelas reservas disponíveis na semente, pois será ela que disponibilizará esqueletos de carbono responsáveis por atender a demanda relacionada a respiração enquanto houver déficit da atividade fotossintética, além do desenvolvimento das folhas. Mesmo o tamanho da semente sendo um fator importante, isso não representa toda a variedade da distribuição de espécies relacionadas com fatores ambientais.

## Maturação e amadurecimento dos frutos

### Maturação
A maturação é o período em que o fruto irá atingir o seu tamanho final e também irá formar a semente. Durante esse período há aumento nos níveis de alguns fito-hormônios, como é o caso do etileno em frutos climatéricos. O etileno é essencial para o processo de desenvolvimento dos frutos. No caso de frutos climatéricos como a maçã, há um aumento da respiração, além do aumento de etileno, que permitem a continuidade fisiológica entre o período de maturação e o amadurecimento. Por outro lado, frutos não climatéricos como o morango apresentam declínio na atividade respiratória e não apresentam esse aumento de etileno.

### Amadurecimento
O período de maturação é seguido pelo de amadurecimento e em caso de frutos carnosos, esse novo período é onde ocorrem diversas alterações sensoriais no fruto, tais como na cor, sabor, textura e odor. Algumas dessas alterações seriam o amolecimento do fruto devido a ação enzimática que resulta na quebra da parede celular, hidrólise de polissacarídeos, degradação de alguns compostos como a clorofila e síntese de outros, como carotenoides. Outra alteração seria a síntese de alguns compostos voláteis como ésteres aromáticos, que conferem o odor característico aos frutos.
Além disso, ocorre aumento na produção de etileno, e esse hormônio é fundamental para a regulação do amadurecimento de frutos climatéricos. Porém, no caso de frutos secos como muitas vagens, após atingir o período da maturação fisiológica as paredes celulares se tornam mais espessas e os tecidos são desidratados. Ressalta-se que o final do desenvolvimento de todos os frutos (carnosos ou secos) é reconhecido como um período de senescência. Por fim, é importante saber que algumas árvores apresentam os períodos de floração e frutificação distintos dependendo da região. A Andiroba (Carapa guianensis), por exemplo, no leste do Pará apresenta flores de agosto a outubro e frutos de janeiro a abril. Porém, em Manaus, os frutos dessa mesma árvore amadurecem apenas entre março e abril.